# Manel Suàrez Salvà
Manel Suàrez Salvà (Calvià, 1959) és un historiador que ha centrat la seva tasca d'investigador a l'estudi de la Segona República a Calvià i a la recuperació dels testimonis de la repressió i l'estudi de les presons franquistes a Mallorca.
Fruit d'aquestes investigacions ha publicat La presó de Can Mir. Un exemple de la repressió feixista durant la Guerra Civil a Mallorca (2011), Suborns i tretes a la presó de Can Mir (1936-1941). Noves aportacions (2014) i La història silenciada. Calvià i es Capdellà, 1936(2016).
Així mateix és autor dels llibres El moviment obrer a Calvià 1923-1936 (2008) i La vaga de les collidores d'oliva de Calvià el 1932 (2018), ambdós publicats a Lleonard Muntaner, Editor, de La Ruta de la Memòria a Calvià, de les ponències «La Federación Obrera Calvianense» i «La Fossa Comuna de Calvià» (Jornades d'Estudis Locals de Calvià), i «Les Tretes de Can Mir», conjuntament amb Tomeu Garí (Jornades d'Estudis Locals de Porreres).
Ha coordinat la investigació i l'estudi per elaborar el Mapa de Fosses comunes de Mallorca per encàrrec del Govern de les Illes Balears l'any 2010.